# Hôn nhân cùng giới ở Indiana
Hôn nhân cùng giới đã được công nhận hợp pháp tại tiểu bang Indiana của Hoa Kỳ kể từ ngày 6 tháng 10 năm 2014. Trước đó, tiểu bang đã hạn chế kết hôn với các cặp nam nữ theo luật định vào năm 1986. Theo luật được thông qua vào năm 1997, nó đã từ chối công nhận các mối quan hệ đồng tính được thành lập tại các khu vực tài phán khác. Một vụ kiện thách thức nhà nước từ chối cấp giấy phép kết hôn cho các cặp cùng giới, Baskin v. Bogan, đã giành được phán quyết thuận lợi từ Tòa án quận Hoa Kỳ cho Quận Nam Indiana vào ngày 25 tháng 6 năm 2014. Cho đến khi Tòa án phúc thẩm Hoa Kỳ cho Seventh Circuit đã cho phép ở lại khẩn cấp phán quyết của tòa án quận vào ngày 27 tháng 6, hầu hết các quận ở Indiana đã cấp giấy phép kết hôn cho các cặp cùng giới. Tòa án phúc thẩm đã khẳng định phán quyết của tòa án quận ở Baskin vào ngày 4 tháng 9. Một phán quyết ở Bowling v. Pence tuyên bố rằng nhà nước phải công nhận các cuộc hôn nhân cùng giới được thực hiện ngoài tiểu bang và quyết định được giữ nguyên cho đến khi Circuit phán quyết về công trạng trong trường hợp tương tự. Nó cũng tuyên bố rằng phán quyết sẽ vẫn ở lại nếu tòa án vẫn giữ phán quyết trong các trường hợp liên quan.
Tòa án Tối cao Hoa Kỳ đã từ chối xem xét kháng cáo tại Baskin v. Bogan vào ngày 6 tháng 10, cho phép Tòa phúc thẩm vòng thứ bảy thực hiện quyết định của mình yêu cầu Indiana phải cấp phép và công nhận hôn nhân cùng giới.